# 遼寧鉄人足球倶楽部
遼寧鉄人足球倶楽部（りょうねい-てつじん-そっきゅう-くらぶ、簡体字中国語: 辽宁铁人足球俱乐部）は、中華人民共和国遼寧省瀋陽市を本拠地とするプロサッカークラブ。

## 歴史
2015年、解散した瀋陽中沢足球倶楽部の選手を集め、元サッカー中華人民共和国代表の荘毅が瀋陽城市足球倶楽部として設立。同年アマチュアリーグに参戦、翌年から中国サッカー・乙級リーグに昇格した。2018年5月12日の試合に荘毅が44歳305日で出場し中国サッカー史上最年長出場記録となった。彼は同年6月3日の試合でペナルティキックを決め、44歳327日の最年長ゴールを記録した。
2020年より中国サッカー・甲級リーグに昇格。同年4月、遼寧宏運足球倶楽部の解散に伴って、遼寧瀋陽城市足球倶楽部（簡体字中国語: 辽宁沈阳城市足球俱乐部）に改名した。
2024年、遼寧鉄人足球倶楽部に改名。クラブ初の日本人選手、邦本宜裕を獲得した。